# 益田町
益田町（ますだまち）は、島根県美濃郡にあった町。現在の益田市の一部にあたる。

## 地理
北は日本海に面していた。
- 河川：高津川、益田川[1]

## 歴史
- 1889年（明治22年）4月1日、町村制の施行により、美濃郡益田本郷村が単独で町制施行し、益田町が発足[1][2]。
- 1941年（昭和16年）2月11日 - 美濃郡益田町、吉田町、高津町と合併し石見町を新設して廃止[1][2]。
- 1943年（昭和18年）7月15日 - 石見町が益田町に名称変更[1][2]。
- 1947年（昭和22年）12月1日 - 昭和天皇が工業学校、紡績工場などに行幸（昭和天皇の戦後巡幸の一環）[3]。
- 1952年（昭和27年）8月1日 - 美濃郡安田村、北仙道村、豊川村、豊田村、高城村、小野村、中西村と合併し市制施行して益田市を新設して廃止された。

### 地名の由来
かつて真砂田（良田の意）と称され、また沙田、益田とも記された。

## 教育
- 1947年（昭和22年）- 益田中学校開校[1]
- 1948年（昭和23年）- 島根県立益田高等学校開校[1]